# Margret Vögtlin
Margret Vögtlin Graf (* im 16. Jahrhundert; † im 17. Jahrhundert; genaue Lebensdaten unbekannt) war ein Opfer der Hexenverfolgung in Basel, wurde jedoch nicht verurteilt und überlebte diese.

## Leben
Zusammen mit ihrem Ehemann Heinrich und ihren sechs Kindern lebte Graf 1568 in der Gemeinde Riehen, Schweiz. Möglicherweise hatte sie außerdem eine weitere ältere Tochter, die zu diesem Zeitpunkt bereits verheiratet war.

## Inhaftierung
Graf wurde Anfang 1602 beschuldigt, Hagel verursacht, Vieh verhext und Menschen krank gemacht zu haben. Ihr wurde vorgeworfen, einen Pakt mit dem Teufel geschlossen zu haben, und unter schweren Anschuldigungen von Hexerei und Zauberei in Basel für mehrere Wochen inhaftiert und gefoltert, um ein Geständnis zu erpressen.
Einige Basler Zeugen zogen ihre Aussagen zurück, nachdem sie von einem Theologieprofessor überzeugt worden waren, dass die Vorwürfe gegen Graf unbegründet waren. Die Zeugenaussagen aus Riehen hingegen blieben bestehen.

## Zeugenaussagen
Einige der Zeugen, die im Prozess gegen sie aussagten, waren:
- Catharina Werdenbergen, Ehefrau des Meisters Niclaus Steinhauser, Müller in Basel.
- Sara Hetzerin, Witwe des Laurentz Dietmann, Kürschner und Basler Bürger, berichtete, dass Graf ihr erschienen sei, als sie Gäste hatte, und dass sie danach Schwierigkeiten mit ihren Kindern hatte.
- Anna Stürm, Witwe, erhob mehrere Vorwürfe gegen sie, darunter einen Vorfall, der 13 Jahre zurücklag. Sie beschuldigte Graf, sie auf der Strasse angegriffen und verletzt zu haben. Sie behauptete auch, dass sie verantwortlich sei für einen Vorfall, bei dem ein Kind gelähmt wurde und später starb, sowie für den Tod einer Mutter, nachdem sie von einem ihrer Tränke getrunken hatte.
- Hans Metler behauptete, Graf sei von Jugend auf gottlos verrucht gewesen und habe verschiedene Menschen durch ihre Hexerei und Zauberei geschädigt.
- Hans Linkh, Ehemann von Anna Sütterlin, beschuldigte sie, seine Frau verflucht zu haben.
- Anna Linkh-Sütterlin hatte die gleiche Begründung wie ihr Mann: Sie soll verflucht worden und demnach krank geworden sein.
- Adam Branz, Sohn von Hans Branz, behauptete, sein Vater sei auch von ihr verflucht worden und später gestorben.
- Jacob Liechtsyen behauptete, dass sie Schuld am Streit zwischen seiner Frau und ihm wäre, da sie diesen angeheizt habe.

## Ausgang des Verfahrens
Der Jurist Ludwig Iselin empfahl Anfang Februar 1602 in einem Gutachten den Freispruch, da Vögtlin Graf kein Geständnis abgelegt hatte. Es ist jedoch unklar, ob sie tatsächlich jemals freigesprochen wurde. Sie wurde weiterhin im Bürgerspital festgehalten, obwohl der Theologe Johann Jakob Grynaeus sich für sie einsetzte. Über ihren weiteren Verbleib ist nichts bekannt.

## Aufarbeitung

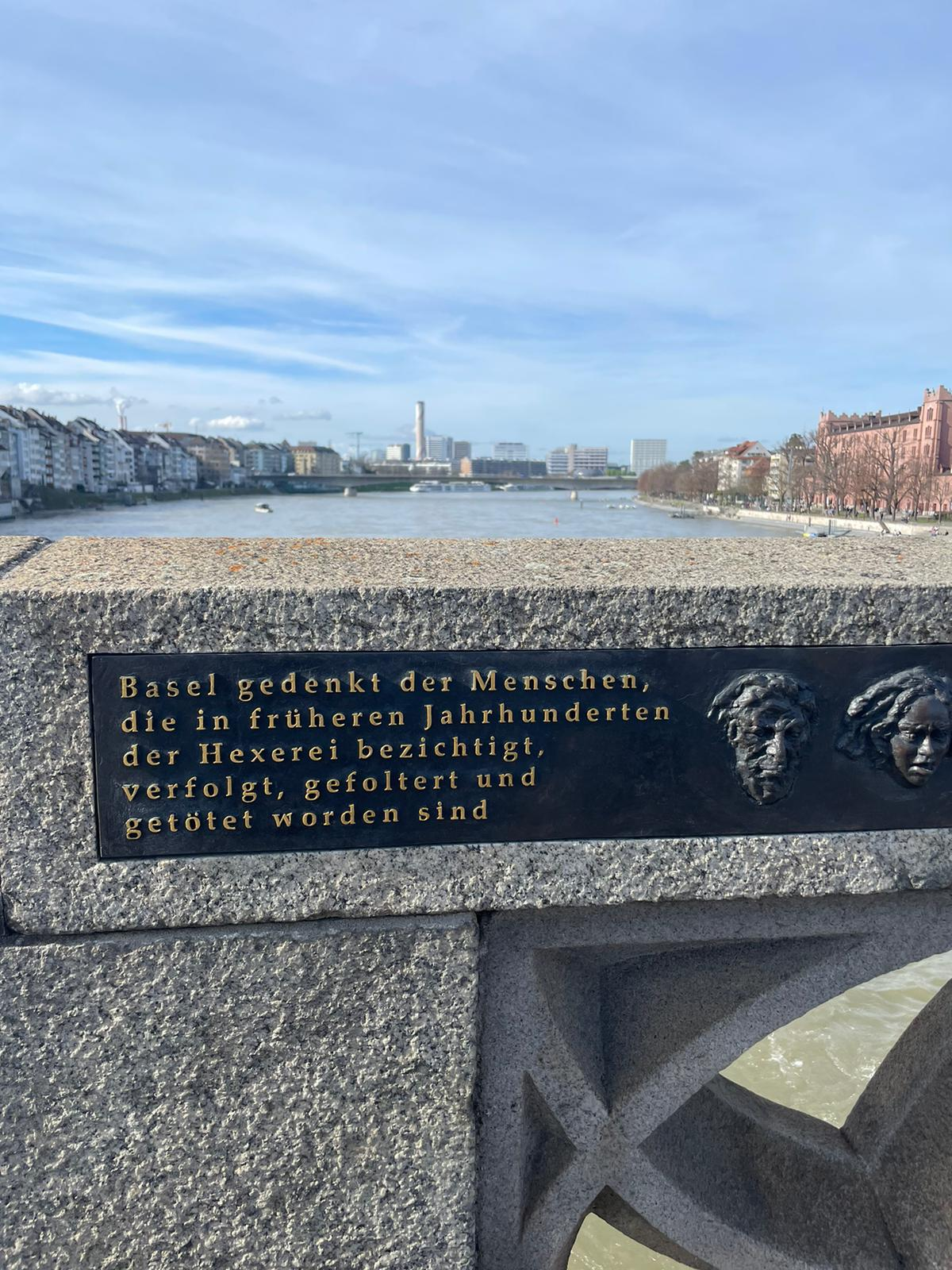
Gedenktafel am Käppelijoch

Im Jahr 1923 wurde im Rahmen des Festspiels zur 400-jährigen Zugehörigkeit Riehens zu Basel der Margret Vögtlin gedacht: In allerdings historisch nicht haltbarer Weise wurde sie im Festspiel befreit nach Riehen zurückgebracht.
Eine förmliche Rehabilitierung wurde 2014 aufgrund der zu dünnen Beweislage sowie fehlender Gerichtsurteile vom Regierungsrat des Kantons Basel-Stadt abgelehnt. 2019 wurde im Sinne einer symbolischen Rehabilitierung eine Gedenktafel für die Opfer der Hexenverfolgung in Basel am Käppelijoch eingeweiht.